# Megaelosia bocainensis
Megaelosia bocainensis är en groddjursart som beskrevs av Giaretta, Bokermann och Célio F.B. Haddad 1993. Megaelosia bocainensis ingår i släktet Megaelosia och familjen Hylodidae. IUCN kategoriserar arten globalt som otillräckligt studerad. Inga underarter finns listade i Catalogue of Life.